# Bostjärnen
Bostjärnen är en sjö i Örnsköldsviks kommun i Ångermanland och ingår i Gideälvens huvudavrinningsområde. Sjön har en area på 0,0531 kvadratkilometer och ligger 254,9 meter över havet. Sjön avvattnas av vattendraget Hemsjöbäcken.

## Delavrinningsområde
Bostjärnen ingår i det delavrinningsområde (705324-164461) som SMHI kallar för Utloppet av Bostjärnen. Medelhöjden är 280 meter över havet och ytan är 0,74 kvadratkilometer. Det finns inga avrinningsområden uppströms utan avrinningsområdet är högsta punkten. Hemsjöbäcken som avvattnar avrinningsområdet har biflödesordning 2, vilket innebär att vattnet flödar genom totalt 2 vattendrag innan det når havet efter 47 kilometer. Avrinningsområdet består mestadels av skog (92 procent). Avrinningsområdet har 0,06 kvadratkilometer vattenytor vilket ger det en sjöprocent på 7,6 procent.